# Pepe Espaliú
José González Espaliú, más conocido como Pepe Espaliú (Córdoba, 26 de octubre de 1955-Córdoba, 2 de noviembre de 1993), fue un artista multidisciplinar español, cuya obra abarca la escultura, el dibujo, las acciones públicas, la pintura y la poesía.Es especialmente conocido por su performance Carrying (1992).

## Biografía

### Etapa inicial y éxito
José González Espaliú nació en Córdoba en 1955. Después de estar brevemente en Sevilla, él se mudó a Barcelona en 1971 para estudiar en las facultades de filosofía y de geografía e historia. Nunca terminó sus estudios universitarios. Su tiempo en Barcelona fue un periodo de búsqueda inspirado por el escritor Jean Genet. En Barcelona encontró a Jacques Lacan. Las teorías lacanianas sobre la identidad marcaron su camino profesional. Teniendo solo veinte años de edad, él tuvo la oportunidad de mostrar sus obras de arte en la sala de exposiciones de Hospitalet de Lobregat. Decepcionado con los resultados, terminó mudándose a París, donde asistía a seminarios dados por Lacan en persona.
En 1983, se mudó a Sevilla y formó parte de los artistas asociados a la revista Figura. Algunos de los artistas de ese grupo incluyeron a Federico Guzmán, Rafael Agredano, y Guillermo Paneque. Junto a ellos comenzó a trabajar con el galerista sevillano, Pepe Cobo. Él empezó a crear sus pinturas. Dos años después se mudó a Madrid y enfocó su tiempo en creando dibujos y esculturas.
En 1990, cuando estaba en Nueva York, recibió la oportunidad de exponer en la galería Brooke Alexander. En Nueva York, se enteró de que estaba enfermo de sida. Se mudó a México para tratar de alejarse de su enfermedad pero luego decidió regresarse a España para enfrentarse con el reproche social. Es ahí cuando comenzó a crear sus obras más famosas.
Su formación se desarrolló en Barcelona y París, donde siguió cursos de Jacques Lacan. Otras influencias en su obra son las de Jean Genet y de Yalal ad-Din Rumi, el fundador de la orden de los derviches giróvagos.Tras una etapa inicial de formación en Barcelona, en la que entra en contacto con la fotografía y la performance, a partir de 1986 alcanza fama por su obra pictórica y escultórica. Realiza exposiciones en Ámsterdam, Venecia, Nueva York y París, y se convierte en uno de los artistas españoles con mayor proyección internacional de la segunda mitad de los años ochenta.De esta etapa son Para Asesinar una risa y La Lealtad del vertugo (1986), en las que exploraba las conexiones entre identidad y rostro.

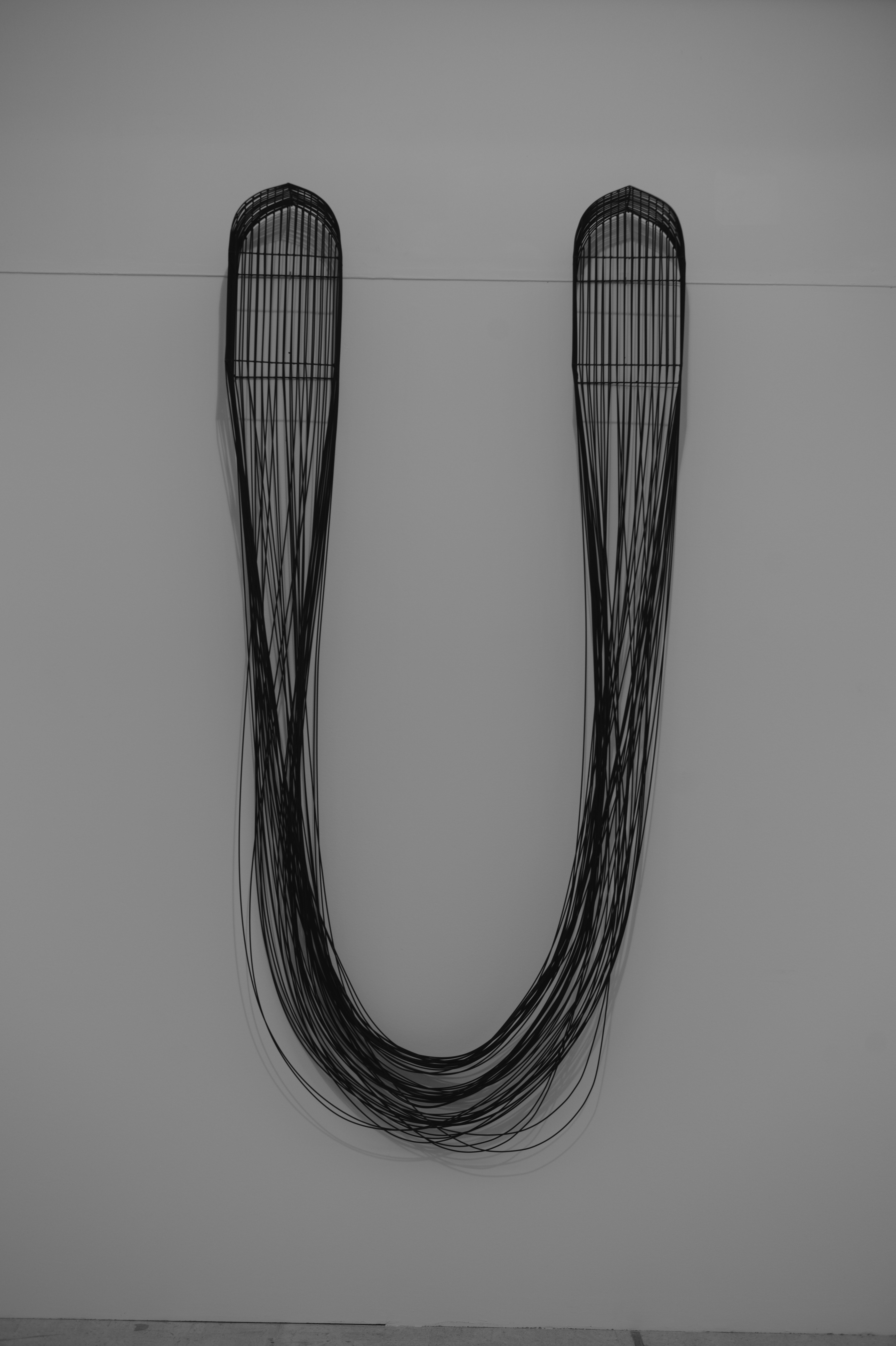
Luisa II (1993).

### Carryingy obra relacionada con el sida
A partir de su diagnóstico de sida en 1990, la enfermedad y la vulnerabilidad del cuerpo, así como un tratamiento más explícito de la homosexualidad, cobran protagonismo en su obra. En 1992 se convirtió en la primera figura pública en España en hacer público que tenía sida, a través de un artículo-manifiesto en El País, en el que también denunciaba la homofobia del momento.
Su acción Carrying, llevada a cabo en San Sebastián y Madrid ese año, es una de las obras más destacadas del arte sobre el sida, y contribuyó a la visibilización de la epidemia en España.En ella el artista era llevado en volandas, pasando de pareja en pareja sin nunca tocar el suelo, siendo con ello "transportado" pero también "cuidado". Con ello, buscaba poner de manifiesto la vulnerabilidad y necesidad de cuidados del enfermo, así como el carácter público del problema. La acción inspirará la creación del colectivo The Carrying Society, que continuó desarrollando sus planteamientos en los años siguientes.
En esta etapa crea también esculturas de muletas y jaulas que no llegaban a cerrarse, que representaban los sentimientos de dolor y aislamiento, pero también conexión, que conllevaba ser enfermo de sida en el momento.
En 1993 lleva a cabo en el festival Sonsbeek de Arnhem su acción El nido, en la que caminó en círculos sobre una plataforma octogonal en lo alto de un árbol, desprendiéndose de las prendas de ropa que le habían protegido y dando lugar con ello a un "nido" para las demás personas.Ese mismo año fallece por complicaciones derivadas del sida.

### Centro de Arte Pepe Espaliú y reconocimiento
Tras su muerte tiene lugar una exposición antológica en el MNCARS y el CAAC, comisariada por Juan Vicente Aliaga,y se revalúan sus dibujos y obra escrita. En 2003, a los diez años de su muerte, se realizó otra exposición retrospectiva en Sevilla. En 2018 se edita el volumen La imposible verdad. Textos 1987-1993, que incluye la obra En estos cinco años (1993) junto a parte de su obra inédita.

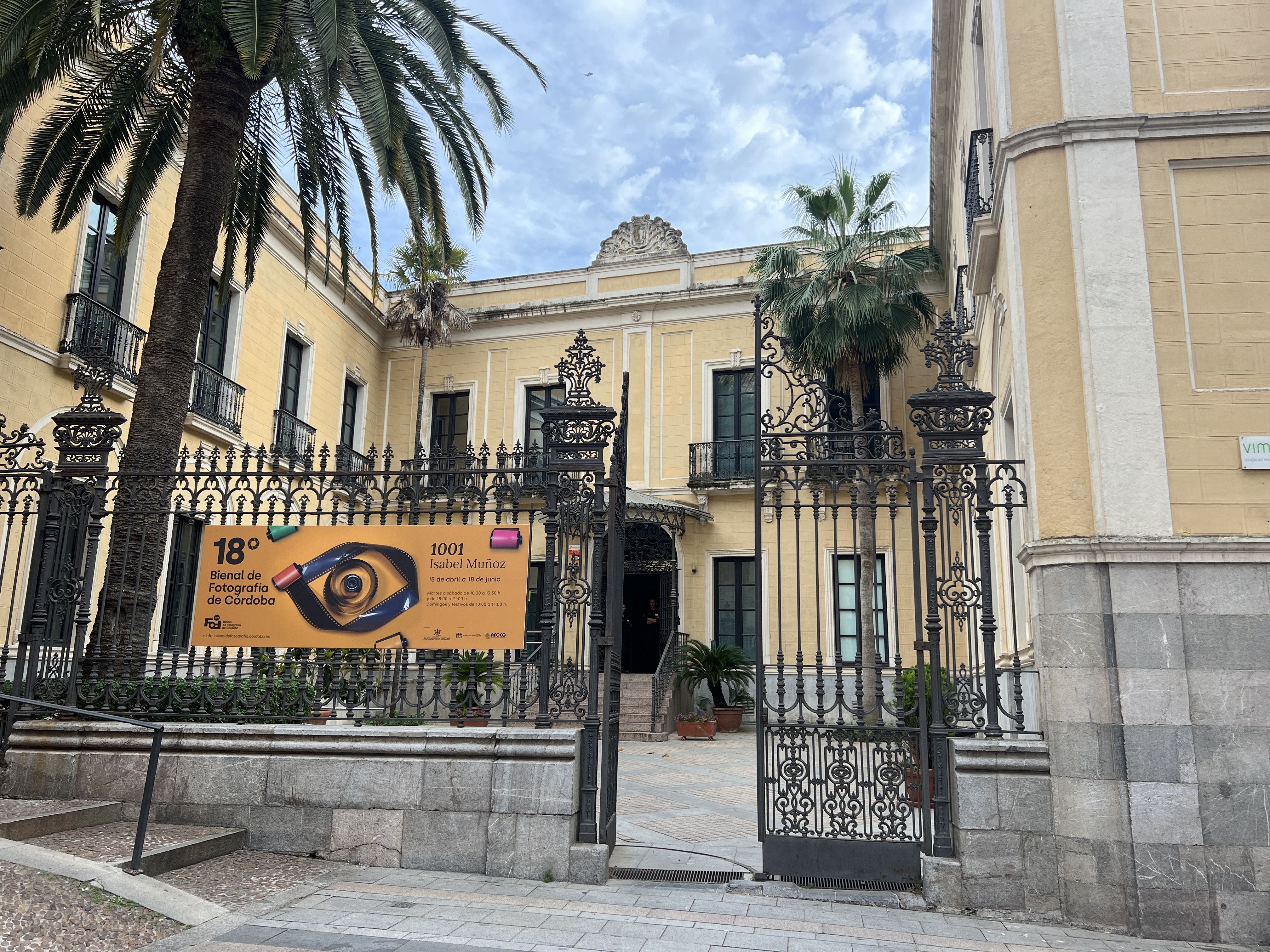
Centro de Arte Pepe Espaliú, en Córdoba.

En 2010 se inauguró el Centro de Arte Pepe Espaliú, con una colección de más de 40 obras de pintura, performance, dibujo y escultura. En 2019 la Real Academia de España en Roma acogió una exposición comisariada por Xosé Prieto Souto y Rosalía Benet de la obra y contexto de su último año de vida, en el que había estado haciendo una residencia en Roma becado por la institución.

## Libros
- En estos cinco años (1993).[20]
- La imposible verdad. Textos 1987-1993 (2018).[20]

## Exposiciones individuales
- Pepe Espaliú. Museo Nacional Centro de Arte Reina Sofía (1994).[25]
- Pepe Espaliú. Institute of Contemporary Arts, London (1994).[26]
- Pepe Espaliú. MACBA (1996).[27]
- Pepe Espaliú. Museo Nacional Centro de Arte Reina Sofía (2003).[28]

- Dibujos (1986-1993). Galería Pepe Cobo (2006).[29]

- Pepe Espaliú desde Córdoba. Sala de Exposiciones Vimcorsa (2007).[29]
- Pepe Espaliú. 1987 - 1992. CAAC (2012).[29]
- Residuos de Espaliú: acciones y legado en Donostia (1992-1994). Sala Koldo Mitxelena (2014).[29]

- Pepe Espaliú, 1975-1993. Centro de Arte Pepe Espaliú (2016).[29]
- The Collector. Centro de Arte Pepe Espaliú (2017).[30]

- Pepe Espaliú. Tres temps. Barcelona/L'Hospitalet: 1975-1988-1993. Centre d'Art Tecla Sala (2018).[29]
- Pepe Espaliú. En estos veinticinco años. García | galería (2018).[29]
- El último Espaliú. Real Academia de España en Roma (2019).[31]
- Pepe Espaliú. Dimensión orgánica y pulsional. 1 Mira Madrid (2022).[29]

## Legado
Desde 1998 la Junta de Andalucía entrega anualmente los Premios Pepe Espaliú a la prevención del sida, y entre 1999 y 2010 el Instituto Andaluz de la Juventud entregó los Premios Pepe Espaliú de Artes Plásticas.